# حافة القلب اليسرى
حافة القلب اليسرى أو (الحافة غير الحادّة) هي أقصر من الحد الأيمن للقلب، ومعبئة ودائرية الشكل، وتتكون بشكل رئيسي من البطين الأيسر،ولكن إلى مدى قصير للأعلى من خلال الأذين الأيسر. تمتد من النقطة التي في الفراغ الثاني الأيسر بين الأضلع بحوالي 2.5 مم، من حافة عظم القص، بشكل مائل للأسفل مع تحدُّب لليسار، إلى قمة القلب .